# Klaus Scharfschwerdt

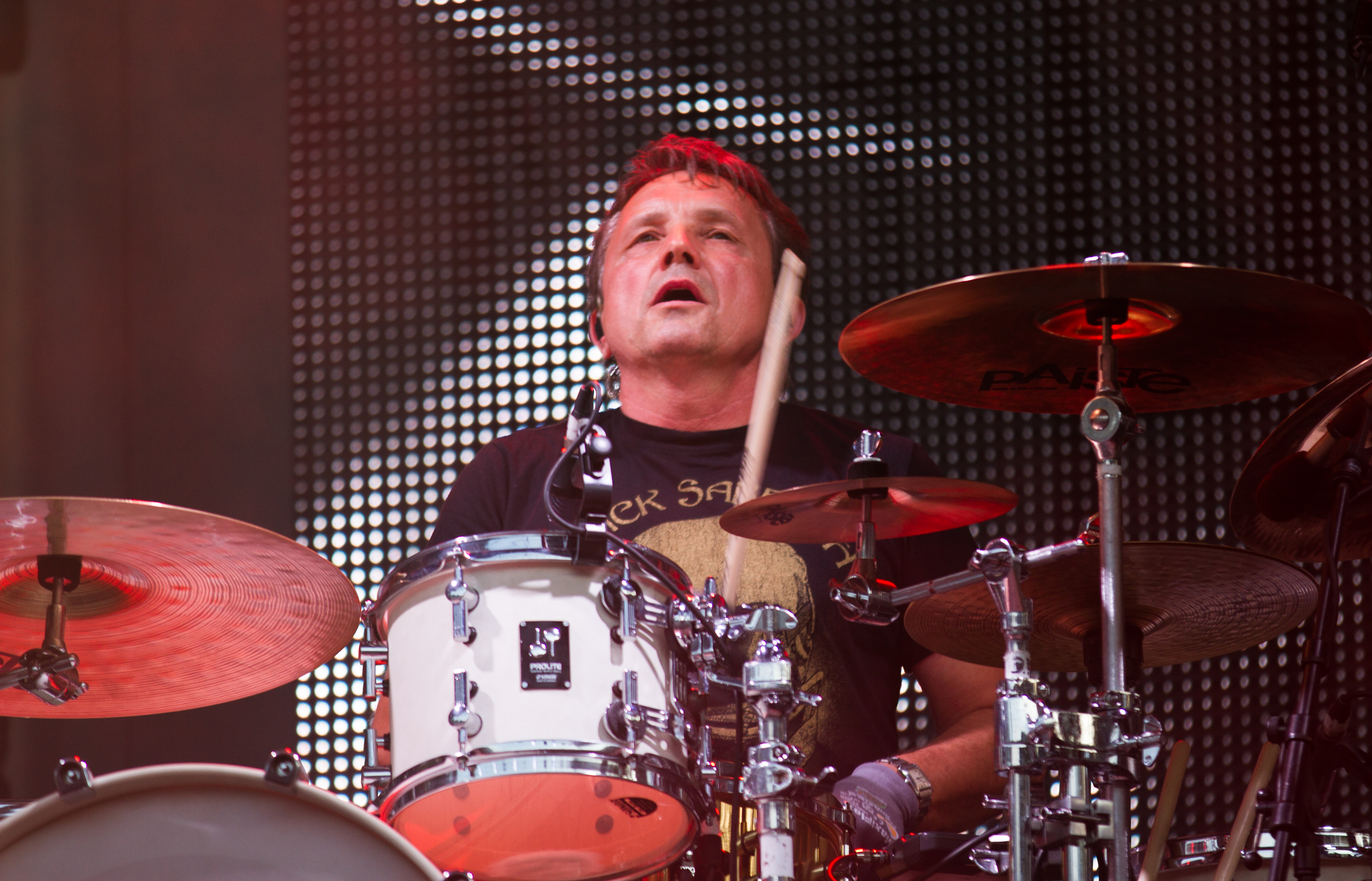
Klaus Scharfschwerdt auf der Kindl-Bühne Wuhlheide, 2015

Klaus Scharfschwerdt (* 27. Februar 1954 in Ost-Berlin; † 10. Juni 2022 in Berlin) war ein deutscher Musiker, Schlagzeuger und Komponist. Er war langjähriges Mitglied der 2016 aufgelösten Rockband Puhdys.

## Leben

### Kindheit und Jugend
Seitdem Klaus Scharfschwerdt ca. im Alter von 12 Jahren in der Unterhaltungssendung „Herzklopfen kostenlos“ des DDR-Fernsehens den damals erst sechsjährigen Trommler Göran Schade sah, war seine Begeisterung für das Instrument geweckt. Danach traktierte er rhythmisch Kartoffelkisten. Ein weiteres Schlüsselerlebnis war, als er während eines Auftritts der Band Sputniks, in der sein Onkel Gitarre spielte, ein ganzes Konzert lang begeistert hinter Schlagzeuger Henry Kotowski stand und von diesem seine erste Drumsticks geschenkt bekam, woraufhin er viel übte und die Musikschule besuchte. Dort verweigerte er die Posaune. und auch weitere Instrumente blieben ihm fremd. Er konzentrierte sich ausschließlich auf das Schlagzeug. Erste Live-Erfahrungen machte er einen Tag nach seinem 18. Geburtstag, als er vom späteren Possenspiel-Gitarristen Hans Knippenberg gebeten wurde, in seiner Amateurband auszuhelfen. Nach nur einer Probe spielte Klaus Scharfschwerdt vor Publikum Stücke der Rolling Stones und der Beatles. Neben der Musik erlernte Klaus Scharfschwerdt drei Jahre lang den Beruf eines Tischlers, in dem er nach dem Erhalt des Gesellenbriefs noch sechs Monate lang arbeitete.

### Als Berufsmusiker bis 1989
Seinen Berufsausweis als Musiker erhielt er 1975. Im selben Jahr wurde Klaus Scharfschwerdts Sohn Nick geboren, der in den 1990er Jahren mit der erfolgreichen Drum-Performance-Gruppe Stamping Feeds einen Namen machte. Nach dem Erhalt des Berufsausweises machte Klaus Scharfschwerdt ausschließlich Musik. Durch den Gitarristen Burkhard Wolk erhielt er das erste professionelle Angebot bei Vulcan, die nach Rundfunkproduktionen mit eigenen Liedern in jener Zeit fast ausschließlich coverten. Als im Jahr 1976 Prinzip-Schlagzeuger Reinhard Miehatsch nach West-Berlin ging, übernahm Klaus Scharfschwerdt den Platz an den Drums der Hardrock-Band. Mit dieser veröffentlichte er 1978 bei AMIGA die LP „Feuer-Rock“. „Die Chemie stimmte… Das war eine Zeit, in der ich das Laufen lernte“, bezeichnete Klaus Scharfschwerdt die Jahre bei der Band.
Anfang 1979 spielten Prinzip in der Ost-Berliner Werner-Seelenbinder-Halle auf einem gemeinsamen Festivals mit den Puhdys, die auf der Suche nach einem neuen Schlagzeuger waren und an jenem Tag das erste Mal Klaus Scharfschwerdt spielen sahen. Der kannte die Puhdys bis zu diesem Zeitpunkt lediglich aus dem Radio. „Wenn ich ehrlich sein soll, war das überhaupt nicht mein Ding. Das waren viel mehr Alex Harvey, Alice Cooper und wie die alle hießen. Die PUHDYS waren eine ganz andere Baustelle und das, was ich aus dem Radio kannte, gefiel mir eigentlich nicht wirklich.“ Seine Meinung zu der Band änderte er an jenem Abend jedoch schnell. „Als ich die Puhdys das erste Mal live gesehen habe, war ich mehr als begeistert. Das was dort an Energie von der Bühne herunterkam, kannte ich nur von Bands wie Omega und wie die alle hießen…“ „Ich muss ehrlich sagen, dass ich eine solche Atmosphäre und Stimmung im Publikum so vorher noch nie erlebt hatte“.
Eine Woche nach dem Konzert kam Puhdys-Mitglied Peter Meyer auf Scharfschwerdt zu und fragte nach seinem Interesse, bei den Puhdys mitzuspielen. „Ich habe mich mit der Familie zu Hause besprochen, denn ich wusste, was da auf mich zukommen würde. Sehr viel hat dafür gesprochen, viele Konzerte zu geben, nicht nur im eigenen Land, sondern auch außerhalb, in den damaligen kapitalistischen Ländern“, äußerte der Künstler im Jahr 2016 beim letzten Interview der Band im MDR. Nach einem halben Jahr Wartezeit auf die Bestätigung, dass Scharfschwerdt „Reisekader“ sei und somit unbedenklich in den Westen reisen durfte, war er Mitglied bei der erfolgreichen Band, die seinerzeit in beiden deutschen Staaten schon die Hallen füllte. Bei Prinzip übernahm Bernd Haucke den Platz am Schlagzeug. Das erste Puhdys-Konzert anstelle des ehemaligen Schlagzeugers Gunther Wosylus spielte Klaus Scharfschwerdt 1979 in der Nähe von Prag in der damaligen ČSSR, nachdem er sich „das zweistündige Programm anhand eines Live-Mitschnitts draufgedrückt“ hatte und mit dem eigenen Auto über 20 Stunden angereist war.
Danach begann der erfolgreichste Abschnitt seiner Karriere. So veröffentlichte er mehrere Alben mit den Puhdys, erhielt mit ihnen 1982 als erste DDR-Rockband den Nationalpreis der DDR (Nationalpreis der DDR II. Klasse für Kunst und Literatur) und wurde 1984–1986 als bester Schlagzeuger der DDR ausgezeichnet. In seiner Karriere trat Scharfschwerdt mitunter als Sänger in Erscheinung, was er eigenen Aussagen zufolge nicht sehr mochte. Bei der Band Prinzip sang er einen Titel namens „So kann‘s nicht weitergehen“, welcher nach einmaliger Aufführung zensiert worden ist. Erfolgreich sang er bei den Puhdys die Titel „TV Show“ und „Jahreszeiten“. Zudem betätigte er sich für die Band auch als Komponist und schrieb die Lieder „Lass uns den Rest bewahr'n“, „Süden“ und „Unsichtbare“. In den Jahren 1988 und 1989 war Klaus Scharfschwerdt Gast-Schlagzeuger bei der Stern Combo Meißen und half 1989 auch bei der tschechoslowakischen Band „Turbo“ aus. 1989 verabschiedeten sich die Puhdys von ihrem Publikum und gingen mit den „Lords“ (BRD) und der Gruppe „Turbo“ (ČSSR) auf Abschiedstournee.

### Nach der Wende
Ein weiteres Kapitel schlug die Band im Jahr 1992 mit ihrer Wiedervereinigung auf. Hier spielte Klaus Scharfschwerdt bis zu ihrer endgültigen Auflösung im Jahr 2016 und veröffentlichte noch mehrere Alben mit ihr. Ein Jahr nach dem Aus der Puhdys gründete Klaus Scharfschwerdt 2017 mit Hans „die Geige“ Wintoch die Band Scharfschwerdts Neuland. Der Kontakt kam über den Ex-Puhdy Harry Jeske zustande. Während andere Ex-Puhdys-Mitglieder mit ihren Auftritten nach dem Ende der Band deren Songs weiter spielten, ging Klaus Scharfschwerdts neue Band mit komplett neuen Titeln auf die Bühne. Mit Wintoch (Gesang, Geige), Sylvia Eulitz (Cello), Thomas Glatzer (Gitarre, Bass, Keyboard, Gesang) und ihm selbst (Schlagzeug, Gesang) entstanden nun wesentlich komplexere, von Geige und Cello geprägte Rock-Songs. 15 davon wurden auf dem Album „Made in Europe“ im Jahr 2019 veröffentlicht. Zuvor hatte die Band im Jahr 2018 im Kesselhaus Berlin beim Konzert zum 45. Bühnenjubiläum von Hans die Geige ihre Premiere gespielt.
Überschattet waren die Arbeiten von der in der ersten Zeit geheim gehaltenen Krankheit Klaus Scharfschwerdts. Im Jahr 2018 war bei ihm ein Tumor in der Lunge entdeckt worden. Dennoch arbeitete die Band weiter, veröffentlichte das Album und spielte am 20. Dezember 2019 ein Konzert in der Berliner Kulturbrauerei. Während des kulturellen Lockdowns in der Corona-Pandemie kehrte der zwischenzeitlich als besiegt geglaubte Krebs zurück. Zwischen Hans Wintoch und Klaus Scharfschwerdt war über das gemeinsame Arbeiten hinaus auch eine Freundschaft entstanden, die sie in gemeinsame Urlaube führte. Beide hatten begonnen, an einem Solo-Album Wintochs zu arbeiten, was nicht gemeinsam beendet werden konnte. Klaus Scharfschwerdt starb am 10. Juni 2022 in einem Berliner Klinikum.

## Auszeichnungen
- 1982: Nationalpreis der DDR II. Klasse für Kunst und Literatur für alle Mitglieder der Puhdys „für die maßstabssetzenden Leistungen bei der Schaffung und Interpretation national und international massenwirksamer Rockmusik der DDR“
- 1984 - 86: Bester Schlagzeuger der DDR

## Diskographie (Auswahl)
- 1978: Feuer-Rock (mit Prinzip, Amiga)
- 1980: Heiß wie Schnee (mit Puhdys, Amiga)
- 1981: Far from Home (mit Puhdys, Amiga)
- 1982: Schattenreiter (mit Puhdys, Amiga)
- 1983: Computer-Karriere (mit Puhdys, Amiga)
- 1984: Das Buch (mit Puhdys, Amiga)
- 1984: Live in Sachsen (Doppel-LP) (mit Puhdys, Amiga)
- 1986: Ohne Schminke (mit Puhdys, Amiga)
- 1989: Neue Helden (mit Puhdys, Amiga)
- 1989: Jubiläumsalbum (mit Puhdys, Amiga)
- 1992: Wie ein Engel (mit Puhdys, DSB)
- 1994: Zeiten ändern sich (mit Puhdys, Dakoda)
- 1994: Live – 25 Jahre die totale Aktion
- 1996: Live in flagranti (mit Puhdys, Dakoda)
- 1997: Frei wie die Geier (mit Puhdys, Dakoda)
- 1999: Wilder Frieden (mit Puhdys, BMG)
- 2001: Zufrieden? (mit Puhdys, BMG)
- 2001: Dezembertage (mit Puhdys, BMG)
- 2003: Undercover (mit Puhdys, Multirecords)
- 2005: Alles hat seine Zeit (mit Puhdys, Multirecords)
- 2006: Dezembernächte (mit Puhdys, Multirecords)
- 2007: Ostrock in Klassik (Puhdys, Karat, Silly u. a.)
- 2009: Abenteuer – Das Jubiläumsalbum (mit Puhdys, BuschFunk)
- 2009: Akustisch – Die Hits (mit Puhdys, BuschFunk)
- 2009: Puhdys live – Das 3000. Konzert
- 2011: Live aus der O2-World (mit Puhdys, BuschFunk)
- 2012: Es war schön (mit Puhdys, Universal Music)
- 2013: Heilige Nächte (mit Puhdys, Polydor)
- 2014: Rocklegenden, Puhdys + City + Karat
- 2015: Rocklegenden Live, Puhdys + City + Karat
- 2016: Das letzte Konzert (mit Puhdys, Universal Music)
- 2019: Made in Europe (mit Scharfschwerdts Neuland, Buschfunk)